# Бій за Кам'янець-Подільський (1918)
Бій за Кам'янець-Подільський (28 лютого 1918 року) — визволення міста військами УНР від збільшовизованих загонів російської армії. Операцію провели підрозділи 12-ї українізованої дивізії та куреня імені Кармелюка за підтримки мусульманського батальйону, що виступив проти більшовиків усередині міста. Губернський центр перейшов під контроль українських сил ще до приходу австро-угорських союзників.

## Передісторія

### Війна на Правобережній Україні
У грудні 1917 року розпочалися бойові дії на Правобережній Україні між збільшовизованими та українізованими підрозділами Південно-Західного фронту старої російської армії. 7 грудня в Бердичеві був створений Військово-революційний комітет Південно-Західного фронту, що підкорявся російському Раднаркому та повністю ігнорував Українську Центральну Раду. ВРК мав потужні збройні сили, основу яких складали збільшовизовані 2-й Гвардійський корпус, 12-й корпус і 1-й Туркестанський корпус.
Значні сили мала і Центральна Рада. Це — 1-й Український корпус генерала Павла Скоропадського, сформований з українізованих підрозділів 34-го корпусу російської армії. Він налічував 16 тисяч багнетів при 72 гарматах. 16 і 17 грудня війська 1-го корпусу очистили від збільшовизованих частин Старокостянтинів, Шепетівку та Бердичів, розгромивши більшовицький ВРК. Це була перша військова операція радянсько-української війни (17 грудня Раднарком передав Центральній Раді Ультиматум, а 19 грудня почалась операція більшовиків із захоплення Харкова).
Більшовицьке командування переїхало до Бара та почало планувати наступ проти Центральної Ради. 23 грудня зі Жмеринки у напрямку Вінниці виступили підрозділи 2-го Гвардійського корпусу на чолі з більшовичкою Євгенією Бош. У ніч на 28 грудня два більшовицькі батальйони були оточені та роззброєні військами 1-го Українського корпусу у Браїлові. Після цього більшовики перейшли до оборони у Жмеринці.
Попри ці перемоги, війська 1-го Українського корпусу стрімко розкладалися: 2-а дивізія була розагітована більшовиками, 1-а була розкидана по багатьох містах і станціях і стихійно демобілізувалась. Ситуація стала критичною після відставки генерала П. Скоропадського 11 січня.
23 січня більшовики знову перейшли в наступ і після короткого бою захопили Вінницю. Два полки 1-го Українського корпусу капітулювали. Залишки військового з'єднання відійшли до Фастова.

### Протистояння у Кам'янець-Подільському повіті
Окремим ізольованим театром бойових дій стала територія Кам'янець-Подільського та Хотинського повітів. Тут діяли підрозділи збільшовизованого 12-го корпусу на чолі із завзятим більшовиком М. Кропив'янським і більшовизований 3-й Кавказький корпус. Вони займали губернський центр і його околиці.

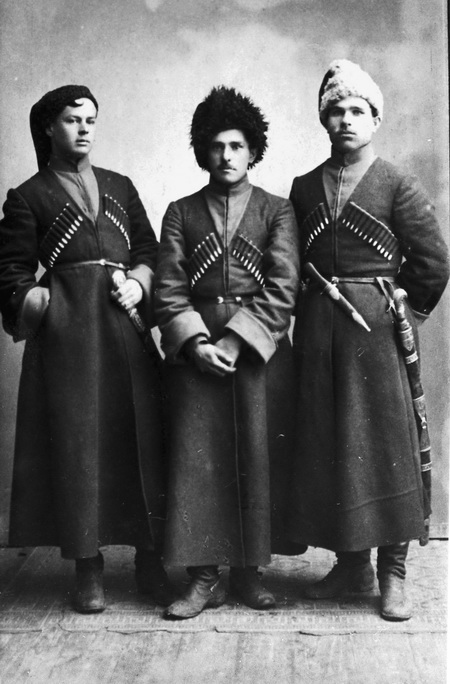
Старшини куреня імені Кармелюка. 1919 рік

Українські сили були представлені партизанським куренем імені Кармелюка, що базувався в селі Ісаківцях. Підрозділ за наказом штабу армії УНР сформував прапорщик Юрій Ківерчук. Під його захистом перебувала губернська влада УНР разом із комісаром Гр. Степурою. У січні курінь провів низку успішних операцій, роззброюючи деморалізовані більшовицькі підрозділи.
Ще одне потужне українське з'єднання у той час перебувало на Буковині — на Румунському фронті. Це — 12-а українізована піхотна дивізія на чолі з генералом Петром Єрошевичем. У дивізії служили, переважно, уродженці Подільської губернії. В середині лютого Єрошевич прийняв делегацію українців з Кам'янця-Подільського, що просили генерала визволити місто від більшовиків. Командир дивізії діяв на власний розсуд, не маючи будь-якого зв'язку з Києвом.
Тим часом, 8 лютого війська УНР відступили з Києва. 9 лютого був підписаний Брестський мир, згідно з яким німецькі та австро-угорські війська мали надати військову допомогу Українській Народній Республіці у боротьбі проти більшовиків. У цей же час румунські війська в Бесарабії повернули зброю проти колишніх союзників, скориставшись розвалом російського фронту. Для стримування румунів Раднарком перекинув основні сили 12-го корпусу М. Кропив'янського. Таким чином, у другій половині лютого склалися сприятливі умови для дій українських військ на південному заході Поділля.
У 20-х числах лютого 12-а дивізія П. Єрошевича зайняла Хотин, розсіявши більшовицькі підрозділи. Український генерал надіслав листа командирові 3-го Кавказького корпусу Ол. Ерістову, вимагаючи здати Кам'янець-Подільський:
| Кам’янець — це наше місто, а Кавказький корпус може собі їхати на Кавказ — перечити йому не буду. Якщо ж Кавказький корпус нас не пускатиме, то доведеться нам Кам’янець узяти з бою. [4] |
Паралельно операцію зі звільнення Кам'янця-Подільського готував курінь імені Кармелюка. Судячи зі спогадів Юр. Ківерчука, ця операція не була узгоджена з генералом Єрошевичем. 27 лютого до штабу Ківерчука прибув декан кафедрального католицького костелу у Кам'янці-Подільському Шуман. Він повідомив про плани більшовиків підірвати військові склади біля залізничного вокзалу при наближенні австро-угорських військ. Загроза руйнування міста змусила українців діяти негайно.
На той час австро-угорські війська вже форсували річку Збруч та підступали до Кам'янця-Подільського з заходу. Австро-Угорщина вступила у війну на боці УНР 25 лютого. Для українських підрозділів визволення губернського центру до приходу союзників було справою честі.

## Сили сторін
У Кам'янці-Подільському були розташовані штаби більшовизованих 12-го та 3-го корпусів. Штаб 12-го корпусу був розміщений у будинку духовної семінарії. За свідченням П. Єрошевича, у місті стояло два полки 12-го корпусу. Командували з'єднанням червоний комісар Федір Попов і «молодий безвусий старшина», що заміняв комкора М. Кропив'янського, який вирушив на Румунський фронт.

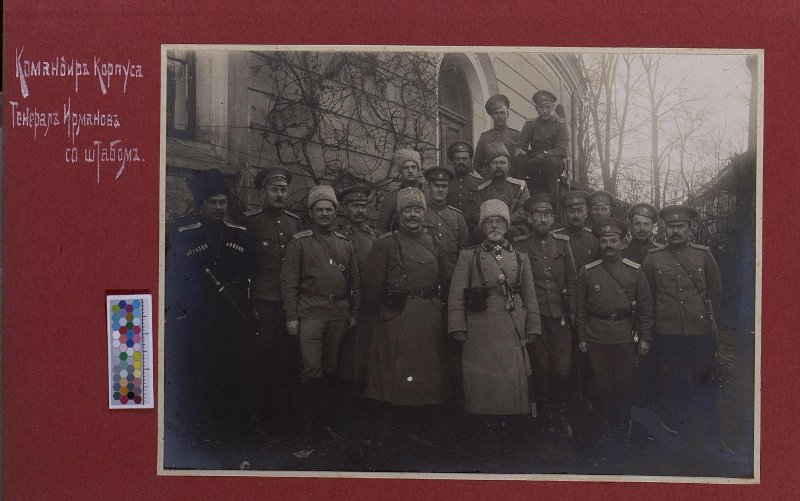
Штаб 3-го Кавказького корпусу. 1914-1917 роки

Штаб 3-го корпусу був розміщений у будинку дворянського зібрання. Корпусом командував генерал-лейтенант Олександр Ерістов. Станом на 1917 рік з'єднання включало в себе дві піхотні дивізії, 3-ю Кавказьку козачу дивізію, артилерійський дивізіон і саперний батальйон. Проте на початку 1918 року у корпусі залишалося обмаль боєздатних підрозділів.
Одним із найбільш боєздатних був 3-й мусульманський батальйон 205-го Шемахінського полку. У його складі були три роти: 400 багнетів при 16-ти кулеметах. Бійці батальйону — етнічні казанські татари та башкири. Офіцери, переважно росіяни, на той момент були заарештовані. Батальйоном керувала більшовицька рада солдатських депутатів. Однак великий вплив на солдатів мав батальйонний мулла Садиков, що був противником більшовиків. 28 лютого мусульманський батальйон був розагітований українським диверсантом Ігорем Комненом-Палеологом і виступив проти більшовиків на боці УНР.
Загальна чисельність більшовизованих військ у місті перевищувала 10 тисяч багнетів, проте більшість підрозділів були небоєздатні.
Українізована 12-а дивізія П. Єрошевича станом на середину лютого налічувала близько тисячі багнетів. Генерал провів часткову демобілізацію підрозділу, залишивши лише мотивованих вояків. На тлі загального розкладу військ старої армії з'єднання Єрошевича відзначалося високою дисципліною та вміло налагодженим забезпеченням бійців обмундируванням і харчами.
Партизанський курінь імені Кармелюка також був добре озброєний за рахунок роззброєних більшовицьких підрозділів і відзначався високим бойовим духом. На початку лютого курінь налічував 235 козаків (150 шабель і 85 багнетів). До кінця місяця чисельність підрозділу сягала 250 бійців.

## Перебіг боїв

### Взяття Жванця та Замкового мосту
На світанку 28 лютого 1-а сотня куреня імені Кармелюка на чолі з Олексієм Козловським зайняла Жванець. Бійці оточили та роззброїли артилерійську частину 12-го корпусу, що обороняла міст через Дністер. «Кармелюки» зайняли всі переправи через річку та перервали телеграфне й телефонне сполучення з Кам'янцем-Подільським.

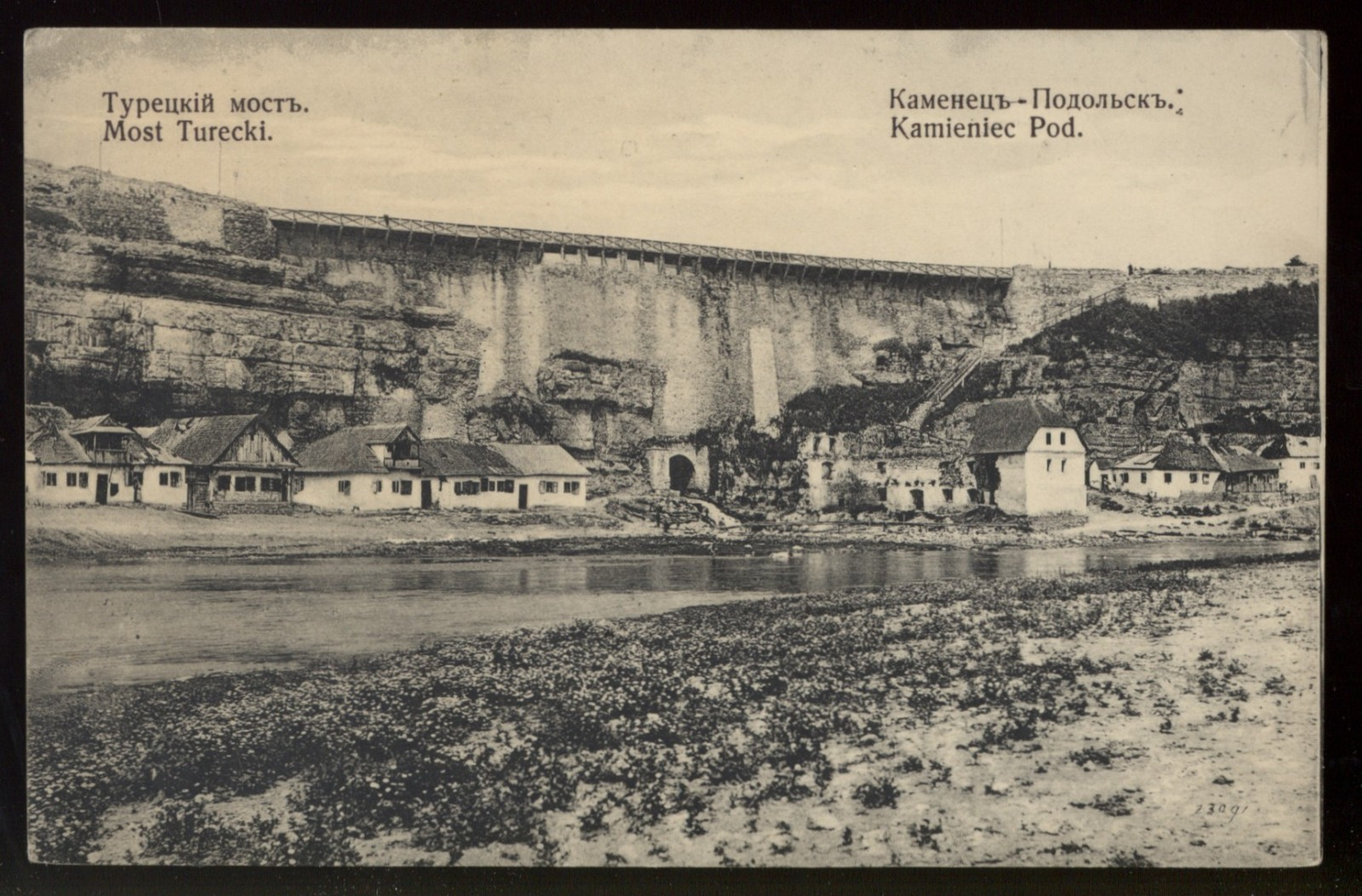
Замковий міст. 1910 рік

Згідно з планом штабу «кармелюків» 2-а сотня під командуванням сотника Сорокатого мала зайняти західні околиці міста — Довжок і Жабинці. У цей час дві сотні кінноти на чолі з Юр. Ківерчуком мали здійснити глибокий рейд і обійти Кам'янець-Подільський з північного сходу — через Острівчани, Цибулівку, Мукшу Китайгородську та Мукшу Боришковецьку.
Одночасно дивізія П. Єрошевича з боку Підзамча підійшла до Замкового мосту. Поява українців стала несподіванкою для більшовиків. Міст займала застава. За мостом, на високому мурі Вірменського бастіону, стояли більшовицькі кулемети та резервні підрозділи. Після короткого бою українці взяли переправу і прорвалися в місто. Так цей бій описав у своїх спогадах П. Єрошевич:
| Наш авангард зупинився — його не пускали. Головні сили підійшли до авангарду. Хитатись було не можна — прийшов час начальникові давати власний приклад. Викликав я наперед ударний курінь і музику. Оркестр заграв марш, я в кар’єр кинувся на міст, за мною конвой і ударний курінь. Заставу було знято, а резерв дав кілька пострілів із кулемета і втік. З українськими прапорами й музикою українська дивізія вперше вступила в своє українське місто. [4] |

### Виступ мусульманського батальйону і штурм Старого міста

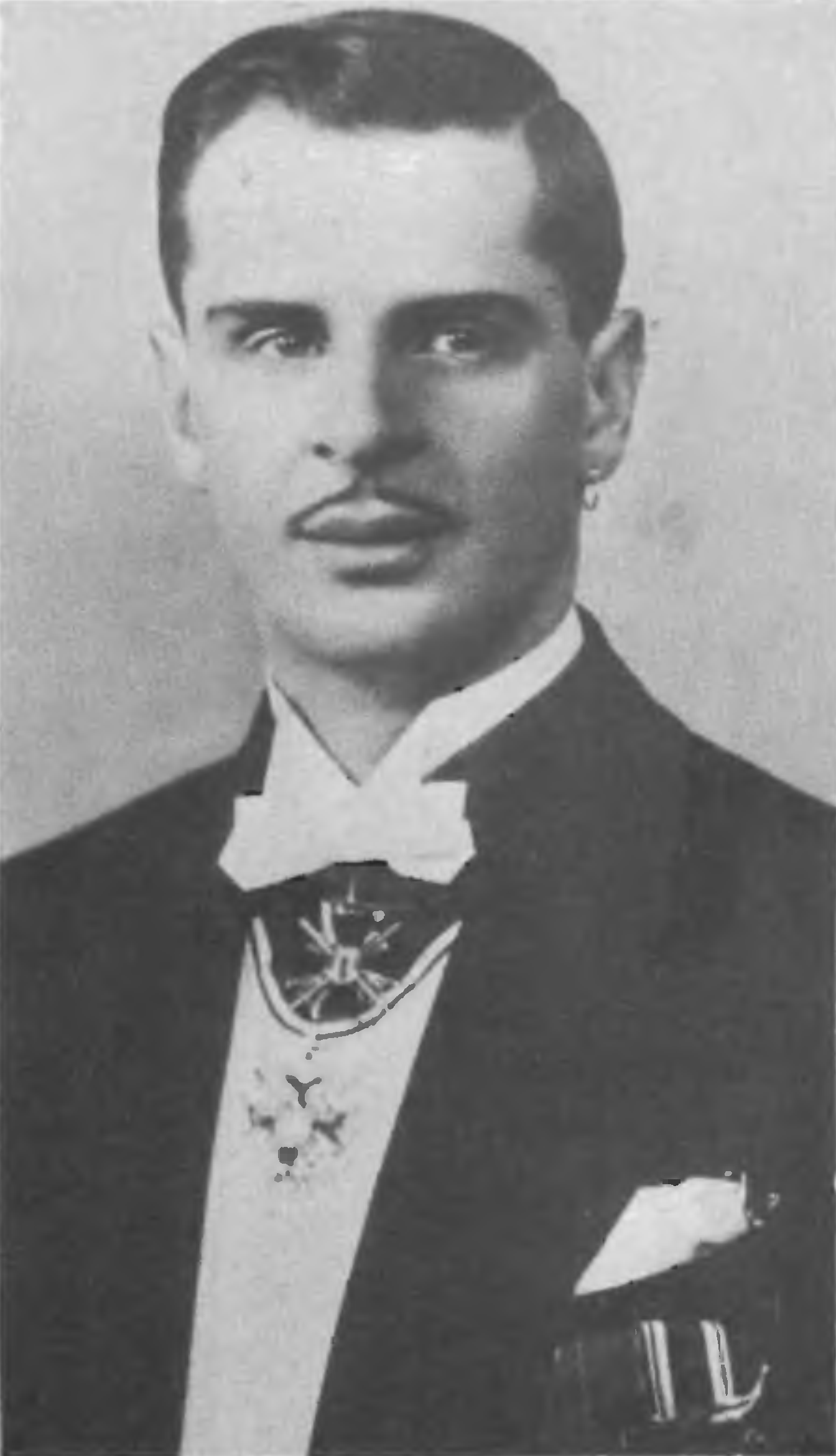
Ігор Комнен-Палеолог, барон фон дер Лауніц

Вранці, у той час, коли українські підрозділи ще наближалися до міста, проти більшовиків виступив 3-й мусульманський батальйон. Виступ організував український диверсант князь Ігор Комнен-Палеолог, барон фон дер Лауніц. Нащадок двох візантійських імператорських родів як полковник армії УНР брав участь у вуличних боях за Київ і на початку лютого був відряджений командуванням УНР до Кам'янця-Подільського.
Спільником князя став татарський лікар Борхан Какушкін, комендант шпиталю 3-го батальйону. Він переховував Комнена-Палеолога від більшовиків. Удосвіта 28 лютого полковник дізнався про наближення до міста українських військ. Разом з батальйонним муллою та кількома розагітованими офіцерами він заарештував командира батальйону та захопив військовий склад.
Комнен-Палеолог прийняв командування батальйоном і повів одну із рот на штурм Нового мосту, що сполучав передмістя з центром Кам'янця-Подільського. Інша рота під командою Б. Какушкіна обійшла середмістя з заходу та штурмувала переправу через Смотрич біля Польської брами. Більшовики чинили запеклий опір, але під прикриттям кулеметного вогню обидва мости були взяті. У цих боях татари втратили 15-х убитими і 29-х пораненими.
Захопивши два плацдарми — з західного та східного боків, роти мусульманського батальйону почали штурм Старого міста.
Одночасно з боку Замкового мосту до центру просувалась дивізія П. Єрошевича. Бійці дивізії зайняли «цитадель» 3-го Кавказького корпусу — будинок Подільської семінарії.
До 11:30 центр Кам'янця-Подільського був повністю зачищений від більшовицьких сил. Татари розмістили свій штаб у будівлі губернської управи на Вірменській площі. У цих боях мусульманський батальйон втратив ще 16-х бійців убитими і сімох пораненими.

### Бої за залізничний вокзал і остаточний розгром більшовиків
Одночасно з боку східних передмість кінні підрозділи куреня імені Кармелюка на чолі з Юр. Ківерчуком штурмували залізничний вокзал і прилеглі до нього військові склади. Там були зосереджені значні сили більшовиків — до 2 000 багнетів, проте вони не змогли організувати належного опору. Наступ «кармелюків» підтримали офіцери-українці із більшовицької залоги, яких розагітував поручник куреня Миколаєнко.

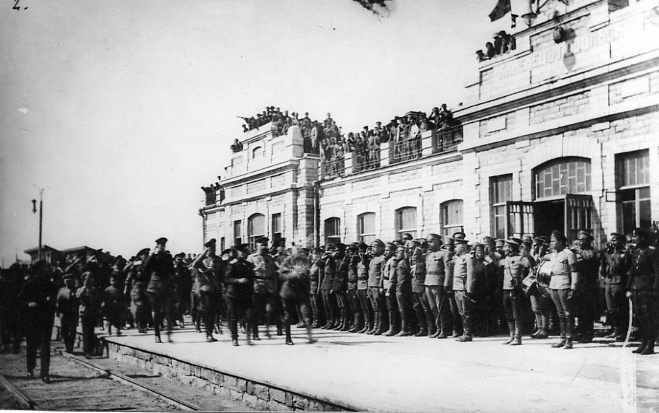
Залізничний вокзал у Кам'янці-Подільському. 1917 рік

Так бої за вокзал описав один із бійців куреня імені Кармелюка:
| По знаку к-ра курінь помалу став посовуватись до залізничної станції міста. Підійшовши незамітно зовсім близько, Кармелюки розвернулись в лаву і з криком «Слава!» вихором налетіли на місто. Розрахунок оказався дійсно вірним. У большовиків піднялась страшна паніка. Всі керували, а ніхто не слухав, стріляли куди попало і навіть одні у других. Несподіванка і страшне ім’я Кармелюків зробили своє діло. Залізнична станція з бувшими там 2 000 озброєних большовиків, чекавших відправки, і величезні, примикавші до станції, склади військового майна і зброї були захоплені зразу. Потім були взяти стоявші на окраїні міста касарні, набиті большовиками, і сама околиця міста. [3] |
Почувши вибухи, Комнен-Палеолог відправив у район вокзалу два взводи мусульманського батальйону, що також долучилися до бою.
Розбиті більшовицькі підрозділи відступали в бік Оленівки та Боришківців. «Кармелюки» спробували атакувати колону, що прямувала до Оленівки, але наразилися на сильний кулеметний вогонь, і були змушені відійти, зазнавши втрат. Тоді офіцери, що перейшли на бік українців, розвернули проти більшовиків гармати та обстріляли війська, що відступали, посіявши у їхніх лавах паніку.
Більшовизовані війська сотнями здавалися у полон. До кінця дня кількість полонених сягнула 8 тисяч. Усіх їх роззброїли та відпустили пішки діставатися домівок.
Ще до полудня у звільнене місто прибув губернський комісар УНР Степура. Того ж дня до Кам'янця-Подільського підійшли перші підрозділи австро-угорських військ.

## Наслідки

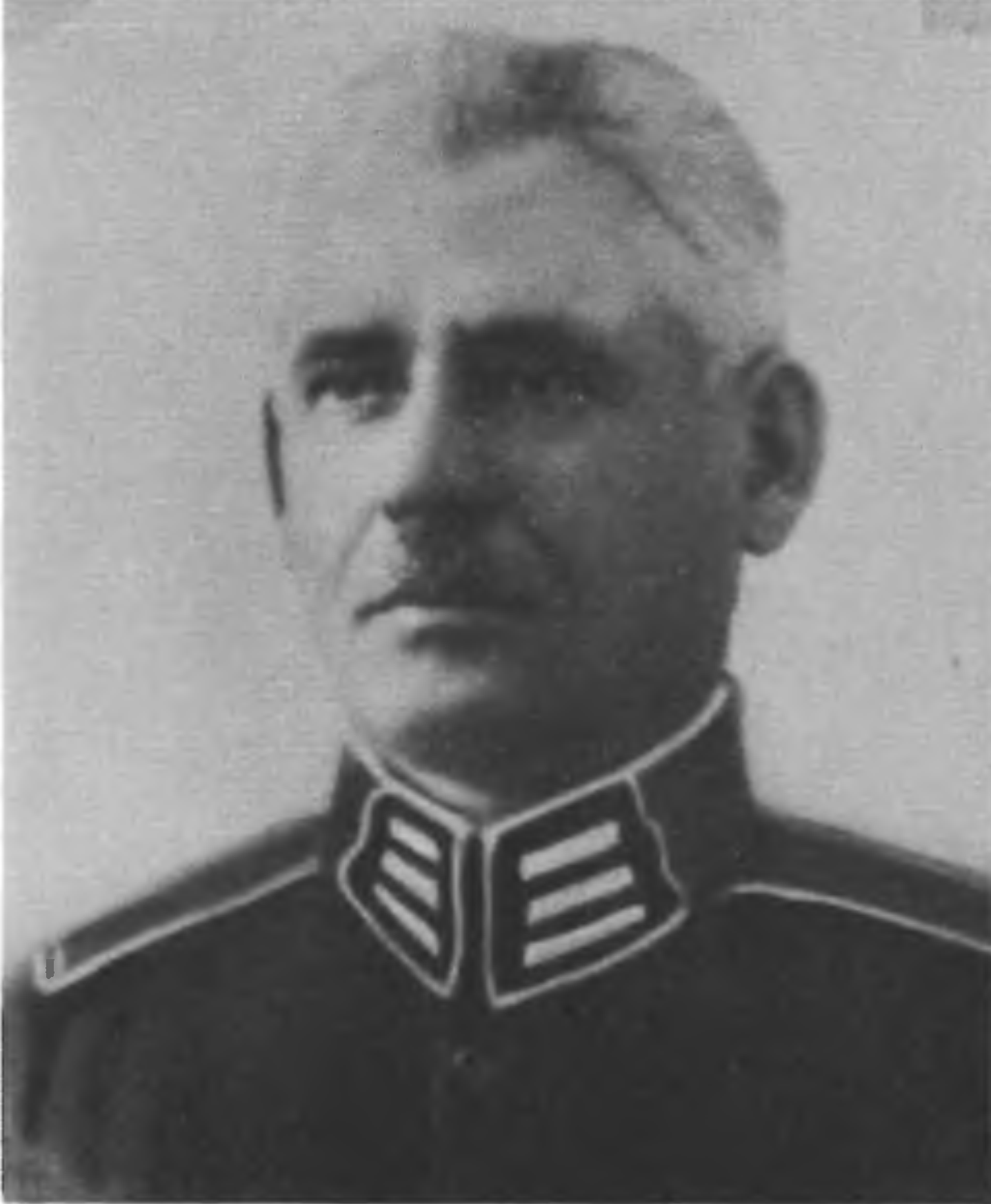
Юрій Ківерчук

У наступні дні українські війська продовжували зачищувати місто та його околиці від більшовицьких підрозділів, що не встигли відступити. Кіннота куреня імені Кармелюка, тим часом, переслідувала розбиті більшовицькі частини, що відступали до Проскурова. У перших числах березня відбувся бій під Дунаївцями, у якому дістав поранення командир куреня Юрій Ківерчук.
Падіння Кам'янець-Подільського та роззброєння великого більшовизованого угруповання на Поділлі мало катастрофічні наслідки для більшовицької оборони на Правобережній України. Для австро-угорських військ був відкритий шлях на південь Подільської губернії. Вже 3 березня вони підступили до Балти.
Мусульманський батальйон був переформований в «окремий Кам'янець-Подільський мусульманський табір». У наступні місяці підрозділ охороняв державні установи у місті.
12-а дивізія П. Єрошевича у березні була переформована у «З'єднаний корпус», що в квітні дістав назву 2-го Подільського корпусу. Курінь імені Кармелюка під назвою 1-го Гайдамацького куреня був приєднаний до «Прикордонного корпусу». Обидва підрозділи разом з німецькими військами визволяли Україну від більшовиків у березні-квітні 1918 року.